# Gobierno Denkov-Gabriel
El Gobierno de Denkov es el 102.º gabinete de Bulgaria. Fue aprobado por el parlamento el 6 de junio de 2023 y es una gran coalición entre Ciudadanos por el Desarrollo Europeo de Bulgaria (GERB) y Continuamos el Cambio (PP)-Bulgaria Democrática (DB). Según el acuerdo de coalición, se establece que será un gobierno de rotación, donde Nikolai Denkov de PP-DB comenzaría con el cargo de primer ministro, con Mariya Gabriel de GERB como vice primera ministra, y después de nueve meses, los dos cambiarían posiciones.

## Ceremonia de investidura
| Cámara                                                                    | Candidato      | Voto |    |    | VAZ |    |    |    | Ind. | Total   |
| ------------------------------------------------------------------------- | -------------- | ---- | -- | -- | --- | -- | -- | -- | ---- | ------- |
| Asamblea Nacional 6 de junio de 2023 Mayoría absoluta requerida (121/240) | Nikolai Denkov | Sí   | 68 | 61 |     | 2  |    |    |      | 131/240 |
| Asamblea Nacional 6 de junio de 2023 Mayoría absoluta requerida (121/240) | Nikolai Denkov | No   | 1  |    | 37  |    | 19 | 11 | 1    | 69/240  |
| Asamblea Nacional 6 de junio de 2023 Mayoría absoluta requerida (121/240) | Nikolai Denkov | Abs. |    | 2  |     | 34 | 4  |    |      | 40/240  |

## Gabinete ministerial
El gabinete consta de los siguientes ministerios:

### Primer ministro de la República de Bulgaria
| Fotografía | Primer ministro | Período            | Período            | Partido | Partido |
| Fotografía | Primer ministro | Inicio             | Fin                | Partido | Partido |
| ---------- | --------------- | ------------------ | ------------------ | ------- | ------- |
|            | Nikolai Denkov  | 6 de junio de 2023 | 9 de abril de 2024 |         |         |

### Vice primera ministra de la República de Bulgaria
| Fotografía | Vice primera ministra | Período            | Período            | Partido | Partido |
| Fotografía | Vice primera ministra | Inicio             | Fin                | Partido | Partido |
| ---------- | --------------------- | ------------------ | ------------------ | ------- | ------- |
|            | Mariya Gabriel        | 6 de junio de 2023 | 9 de abril de 2024 |         |         |

### Ministerios
| Ministerio                           | Fotografía | Titular             | Período            | Período             | Partido | Partido |
| Ministerio                           | Fotografía | Titular             | Inicio             | Fin                 | Partido | Partido |
| ------------------------------------ | ---------- | ------------------- | ------------------ | ------------------- | ------- | ------- |
| Agricultura y Alimentación           |            | Kiril Marinov Vatev | 6 de junio de 2023 | 9 de abril de 2024  |         | Ind.    |
| Asuntos Exteriores                   |            | Mariya Gabriel      | 6 de junio de 2023 | 9 de abril de 2024  |         |         |
| Cultura                              |            | Krastyu Krastev     | 6 de junio de 2023 | 9 de abril de 2024  |         | Ind.    |
| Defensa                              |            | Todor Tagarev       | 6 de junio de 2023 | 9 de abril de 2024  |         | Ind.    |
| Desarrollo Regional y Obras Públicas |            | Andrey Tsekov       | 6 de junio de 2023 | 9 de abril de 2024  |         |         |
| Economía e Industria                 |            | Bogdan Bogdanov     | 6 de junio de 2023 | 9 de abril de 2024  |         | Ind.    |
| Educación y Ciencia                  |            | Galin Tsokov        | 6 de junio de 2023 | Al próximo Gobierno |         | Ind.    |
| Energía                              |            | Rumen Radev         | 6 de junio de 2023 | 9 de abril de 2024  |         | Ind.    |
| Finanzas                             |            | Asen Vasilev        | 6 de junio de 2023 | 9 de abril de 2024  |         |         |
| Gobierno Electrónico                 |            | Alexander Yolovski  | 6 de junio de 2023 | 9 de abril de 2024  |         | Ind.    |
| Innovación y Crecimiento             |            | Milena Stoycheva    | 6 de junio de 2023 | 9 de abril de 2024  |         | Ind.    |
| Interior                             |            | Kalin Stoyanov      | 6 de junio de 2023 | Al próximo Gobierno |         | Ind.    |
| Justicia                             |            | Atanas Slavov       | 6 de junio de 2023 | 9 de abril de 2024  |         |         |
| Juventud y Deportes                  |            | Dimitar Iliev       | 6 de junio de 2023 | 9 de abril de 2024  |         |         |
| Medio Ambiente y Aguas               |            | Julian Popov        | 6 de junio de 2023 | 9 de abril de 2024  |         | Ind.    |
| Salud                                |            | Hristo Hinkov       | 6 de junio de 2023 | 9 de abril de 2024  |         | Ind.    |
| Trabajo y Política Social            |            | Ivanka Shalapatova  | 6 de junio de 2023 | 9 de abril de 2024  |         | Ind.    |
| Transportes y Comunicaciones         |            | Georgi Gvozdeikov   | 6 de junio de 2023 | Al próximo Gobierno |         |         |
| Turismo                              |            | Zaritsa Dinkova     | 6 de junio de 2023 | 9 de abril de 2024  |         |         |